# Louis Ravaz
Étienne Louis Ravaz, né à Saint-Romain-de-Jalionas dans l'Isère le 10 mai 1863 et mort à Montpellier le 9 mai 1937, est un ampélographe français et l'un des créateurs de la viticulture moderne. En 1892, il fonda la station viticole de Cognac qu'il dirigea pendant plusieurs années. Il fut professeur de viticulture puis devint directeur en 1919 de l'École nationale d’agriculture de Montpellier. Il contribua à la diffusion de l'utilisation des variétés américaines dans les régions affectées par le phylloxéra et mena des recherches sur les pathologies de la vigne. Il publia plusieurs ouvrages sur la viticulture. Avec Pierre Viala, il décrivit les causes de la maladie du black rot et fonda la Revue de viticulture.
Il est l'auteur du taxon :
- Guignardia Viala & Ravaz, Bull. Soc. mycol. Fr. 8: 63 (1892).

## Ouvrages
- Le "Rot" blanc ou Coniothyrium diplodiella par G. Foëx et L. Ravaz / Montpellier : C. Coulet , 1888
- Les Vignes américaines : adaptation, culture, greffage, pépinières. avec Pierre  Viala (1892) (lien sur gallica.bnf.fr)

## Hommage
Il existe une Avenue du Professeur Louis Ravaz dans le quartier Les Cévennes à Montpellier.